# Garanou
Garanou är en kommun i departementet Ariège i regionen Occitanien i södra Frankrike. Kommunen ligger  i kantonen Les Cabannes som ligger i arrondissementet Foix. År 2022 hade Garanou 146 invånare.

## Befolkningsutveckling
Antalet invånare i kommunen Garanou
Referens: INSEE